# Peinture 195 x 130 cm, 10 août 1956
Peinture 195 x 130 cm, 10 août 1956 est une peinture réalisée par Pierre Soulages en 1956. Cette huile sur toile est conservée au musée national d'Art moderne, à Paris.